# Санчо II (Кастилия)
Санчо II Силния (на испански: Sancho II de Castilla; * ок. 1036; † 7 октомври 1072, Замора) e 2-ри крал на Кастилия от 1065 и Леон от 1072 година.

## Произход и наследство
Той е на най-възрастният син Фернандо I Великия и Санча де Леон, дъщеря на Алфонсо V, крал на Леон.
През 1063 година Санчо взема участие във войната на Фернандо I Великия против Рамиро I Арагонски, в резултат на което неговият чичо загива при Граус.
Фернандо I Велики умира през 1065 година в Леон. Преди смъртта си той разделя кралството между децата си: Санчо получава Кастилия; Алфонсо получава Леон; Гарсия получава Галисия и Португалия. Двете му дъщери получават градовете: Елвира получава Торо, а Урака получава Самора. Давайки им владения, той се надява, че те ще спазват завещанието. Санчо II, като най-голям, счита че той заслужава голямата част от кралството и затова се стреми да завземе всички земи, които са завещани на родните му братя и сестри.

## Управление
През 1068 година започва война между него и по-малкия му брат Алфонсо VI Леон. Санчо разбива брат си при Лиянтад. През 1071 година Санчо и Алфонсо, се обединяват, за да нападнат своя брат, кралят на Галисия – Гарсия, и си поделят кралството му. Гарсия бяга при управителя на Севиля, Ал-Мутамид.
През 1072 година Санчо и Алфонсо VI отново се скарват. Санчо, с помощта на Сид, побеждава Алфонсо Леонски в сражение при Галпехар. Алфонсо попада в плен и брат му го заточва в един от своите замъци. Санчо се коронясва с короната на Леон и по такъв начин става владетел на голяма част от земите на своя баща (освен владението на сестрите си). Елвира, владееща Торо, признава сюзеренитета на брат си.
Благодарение на помощта на сестра си Урака, Алфонсо VI бяга в Толедо при емира Мамун. Санчо придвижва войска към Самора, където се укрива Урака. След дълга обсада жителите на Самора, опасявайки се от нейното падение, изпращат в лагера на Санчо като привиден беглец Велидо Алфонсо (исп. Vellido Dolfos или Bellido Dolfos или Vellido Adolfo), който на 7 октомври 1072 година убива Санчо.

## Наследство
След смъртта на Санчо, Гарсия отново става крал на Галисия, а Алфонсо VI става крал на Леон. Част от кастилците обаче считат Алфонсо за виновен за смъртта на Санчо. Затова, той за да стане и крал на Кастилия, полага клетва, че не е замесен в това деяние.